# Pieter Braun
Pieter Braun (né le 21 janvier 1993 à Terheijden) est un athlète néerlandais, spécialiste du décathlon.

## Carrière
Le 31 mai 2015 lors de l'Hypo-Meeting de Götzis, il établit son record personnel en 8 197 points, en terminant 10e de la compétition.
Le 12 juillet 2015 à Tallinn, il atteint 8 195 points, soit deux points de moins, pour remporter la médaille d'or des Championnats d'Europe espoirs.
En mai 2018, il termine 3e du meeting de Götzis, en battant son record personnel.
Il se classe 7e des championnats du monde 2019 à Doha avec 8 222 pts.

## Palmarès
| Date | Compétition                           | Lieu                                  | Résultat | Discipline | Points    |
| ---- | ------------------------------------- | ------------------------------------- | -------- | ---------- | --------- |
| 2014 | Multistars                            | Florence                              | 3e       | Décathlon  | 7 773     |
| 2015 | Championnats d'Europe espoirs         | Tallinn                               | 1er      | Décathlon  | 8 195     |
| 2015 | Championnats du monde                 | Pékin                                 | 12e      | Décathlon  | 8 114     |
| 2016 | Championnats d'Europe                 | Amsterdam                             | 7e       | Décathlon  | 7 945     |
| 2016 | Jeux olympiques                       | Rio de Janeiro                        | —        | Décathlon  | DNF       |
| 2017 | Championnats du monde                 | Londres                               | 16e      | Décathlon  | 7 890     |
| 2018 | Championnats d'Europe                 | Berlin                                | 7e       | Décathlon  | 8 105     |
| 2018 | Coupe du monde des épreuves combinées | Coupe du monde des épreuves combinées | 2e       | Déctathlon | 24 412    |
| 2019 | Hypo-Meeting                          | Götzis                                | 5e       | Décathlon  | 8 306     |
| 2019 | Championnats du monde                 | Doha                                  | 7e       | Décathlon  | 8 222 pts |
| 2021 | Championnats d'Europe en salle        | Toruń                                 | —        | Heptathlon | DNF       |

## Records

### Records personnels
| Épreuve           | Performance   | Lieu          | Date                         |
| ----------------- | ------------- | ------------- | ---------------------------- |
| 100 mètres        | 10 s 97       | Götzis        | 30 mai 2015                  |
| Saut en longueur  | 7,71 m        | Götzis        | 27 mai 2017                  |
| Lancer du poids   | 15,28 m       | Götzis        | 26 mai 2018                  |
| Saut en hauteur   | 2,04 m        | Pékin Neuwied | 28 août 2015 27 juillet 2016 |
| 400 mètres        | 48 s 02       | Tallinn       | 11 juillet 2015              |
| 110 mètres haies  | 14 s 13       | Tallinn       | 12 juillet 2015              |
| Lancer du disque  | 47,33 m       | Vught         | 10 mai 2018                  |
| Saut à la perche  | 5,05 m        | Amsterdam     | 16 juin 2016                 |
| Lancer du javelot | 64,19 m       | Götzis        | 26 mai 2019                  |
| 1 500 mètres      | 4 min 24 s 29 | Götzis        | 27 mai 2018                  |
| Décathlon         | 8 342 pts     | Götzis        | 27 mai 2018                  |

| Épreuve          | Performance   | Lieu      | Date            |
| ---------------- | ------------- | --------- | --------------- |
| 60 mètres        | 7 s 21        | Dortmund  | 24 janvier 2016 |
| Saut en longueur | 7,47 m        | Apeldoorn | 18 février 2018 |
| Lancer du poids  | 14,44 m       | Apeldoorn | 12 février 2017 |
| Saut en hauteur  | 2,02 m        | Apeldoorn | 15 février 2014 |
| 60 mètres haies  | 8 s 08        | Apeldoorn | 30 janvier 2016 |
| Saut à la perche | 5,04 m        | Apeldoorn | 14 février 2016 |
| 1 000 mètres     | 2 min 40 s 19 | Sheffield | 26 janvier 2014 |
| Heptathlon       | 5 837 pts     | Apeldoorn | 15 février 2015 |